# Плен-Сельв (Эна)
Плен-Сельв (фр. Pleine-Selve) — коммуна во Франции, находится в регионе Пикардия. Департамент коммуны — Эна. Входит в состав кантона Рибмон. Округ коммуны — Сен-Кантен.
Код INSEE коммуны — 02605.

## Население
Население коммуны на 2010 год составляло 180 человек.
| 1962 | 1968 | 1975 | 1982 | 1990 | 1999 | 2010 |
| ---- | ---- | ---- | ---- | ---- | ---- | ---- |
| 220  | 222  | 175  | 149  | 187  | 179  | 180  |

## Экономика
В 2010 году среди 108 человек трудоспособного возраста (15—64 лет) 79 были экономически активными, 29 — неактивными (показатель активности — 73,1 %, в 1999 году было 63,7 %). Из 79 активных жителей работали 75 человек (38 мужчин и 37 женщин), безработных было 4 (2 мужчин и 2 женщины). Среди 29 неактивных 8 человек были учениками или студентами, 7 — пенсионерами, 14 были неактивными по другим причинам.